# Son cornac

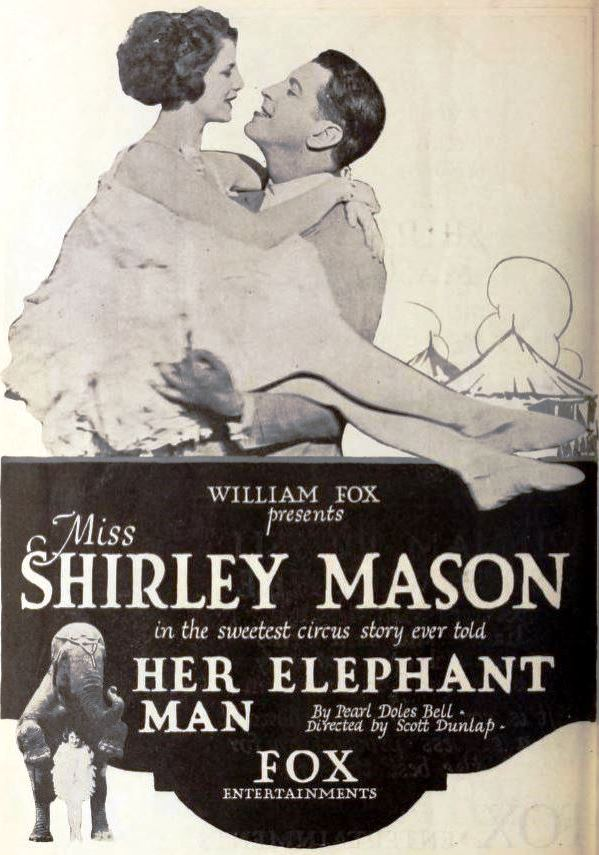
Réclame pour le film dans Exhibitors Herald du 14 février 1920

Son cornac (Her Elephant Man) est un film américain réalisé par Scott R. Dunlap, sorti en 1920.

## Fiche technique
- Titre : Son cornac
- Titre original : Her Elephant Man
- Réalisation : Scott R. Dunlap
- Scénario : Isabel Johnston d'après le roman Her Elephant Man de Pearl Doles Bell (en)[1]
- Production : Fox Film Corporation
- Photographie : George Schneiderman
- Durée : 5 bobines
- Date de sortie : février 1920[2]

## Distribution
- Shirley Mason : Joan
- Alan Roscoe : Colonel Philip Dorset
- Henry Hebert : Blake
- Ardita Mellinina : The Bride
- Harry Todd : Jerimy
- Dorothy Lee : Trixie